# Ayham Mohammad
Ayham Mohammad (Zarqa, 14 de agosto de 2004) es un futbolista jordano que juega en la demarcación de centrocampista para el Al-Nasr de la Liga Premier de Jordania.

## Selección nacional
Tras jugar en las categorías inferiores de la selección, finalmente hizo su debut con la selección absoluta de Jordania el 27 de enero de 2025 contra Uzbekistán en un partido amistoso que finalizó con un resultado de empate a cero.

## Clubes
| Club                 | País     | Año   | Partidos | Goles |
| -------------------- | -------- | ----- | -------- | ----- |
| Shabab Al-Ordon Club | Jordania | 2021- |          |       |